# Vliegbasis Chièvres
Vliegbasis Chièvres / Chièvres Air Base is een luchtmachtbasis in Chièvres van de United States Air Force. 
Ze bevindt zich op korte afstand van het Supreme Headquarters Allied Powers Europe (SHAPE) in Casteau, waar zich sinds 2003 het Allied Command Operations bevindt. Chièvres Air Base wordt dan ook hoofdzakelijk gebruikt voor luchttransport van hoger personeel van SHAPE en de in Evere gevestigde Noord-Atlantische Verdragsorganisatie (NAVO). 
Het 309th Airlift Squadron vliegt er met Gulfstream Aerospace Gulfstream V toestellen, met militaire aanduiding C-37A. Het smaldeel wordt aangestuurd vanuit de 86th Airlift Wing, opererend vanuit Vliegbasis Ramstein.
Het eerste vliegveld werd aangelegd door de Duitsers in 1917 tijdens de Eerste Wereldoorlog. 
Het Belgisch leger bouwde dit verder uit in de jaren 30. 
De Wehrmacht veroverde het terrein in mei 1940 en leverde het over aan de Luftwaffe die er gedurende de volledige Tweede Wereldoorlog gebruik van maakte, onder meer in de Slag om Frankrijk en de Slag om Engeland. 
In de winter van 1941 werd de luchthaven sterk verbeterd met twee betonnen startbanen, taxibanen en vliegtuighangars. Vanuit de luchthaven stegen bommenwerpers op voor luchtsteun gedurende de Slag om de Atlantische Oceaan. De luchthaven werd zwaar beschadigd achtergelaten op 1 september 1944.
Vanaf 3 september 1944 was de luchthaven in Amerikaanse handen. De 361th Fighter Group en later ook de 352d Fighter Group van de Amerikaanse legerluchtmacht werden er gestationeerd. Maar ook de Royal Air Force gebruikte de basis. Van hieruit leverde de 123ste Wing ondersteuning tijdens de Slag om de Ardennen.
In 1947 werd het een basis van de Belgische luchtmacht. 
De 7th Fighter Wing vloog er met de Gloster Meteor, de 10th Fighter Wing met de Spitfire XIV. De 10th Fighter Wing verhuisde nadien naar Vliegbasis Kleine-Brogel, het 7de vloog met de Hawker Hunter F4 en F6 tot het in 1963 werd ontbonden. 
Op 31 december 1963 droegen de Belgische autoriteiten de luchthaven over aan de Supreme Headquarters Allied Powers Europe.
U.S. Army Garrison BENELUX beheert de infrastructuur. 
In 2007 begonnen werken aan de verlenging en vernieuwing van de startbaan (overlaging van de betonnen structuur met een toplaag van asfalt, zodat de startbaan eigenlijk een composietstructuur kreeg), en hotelinfrastructuur met 94 kamers.

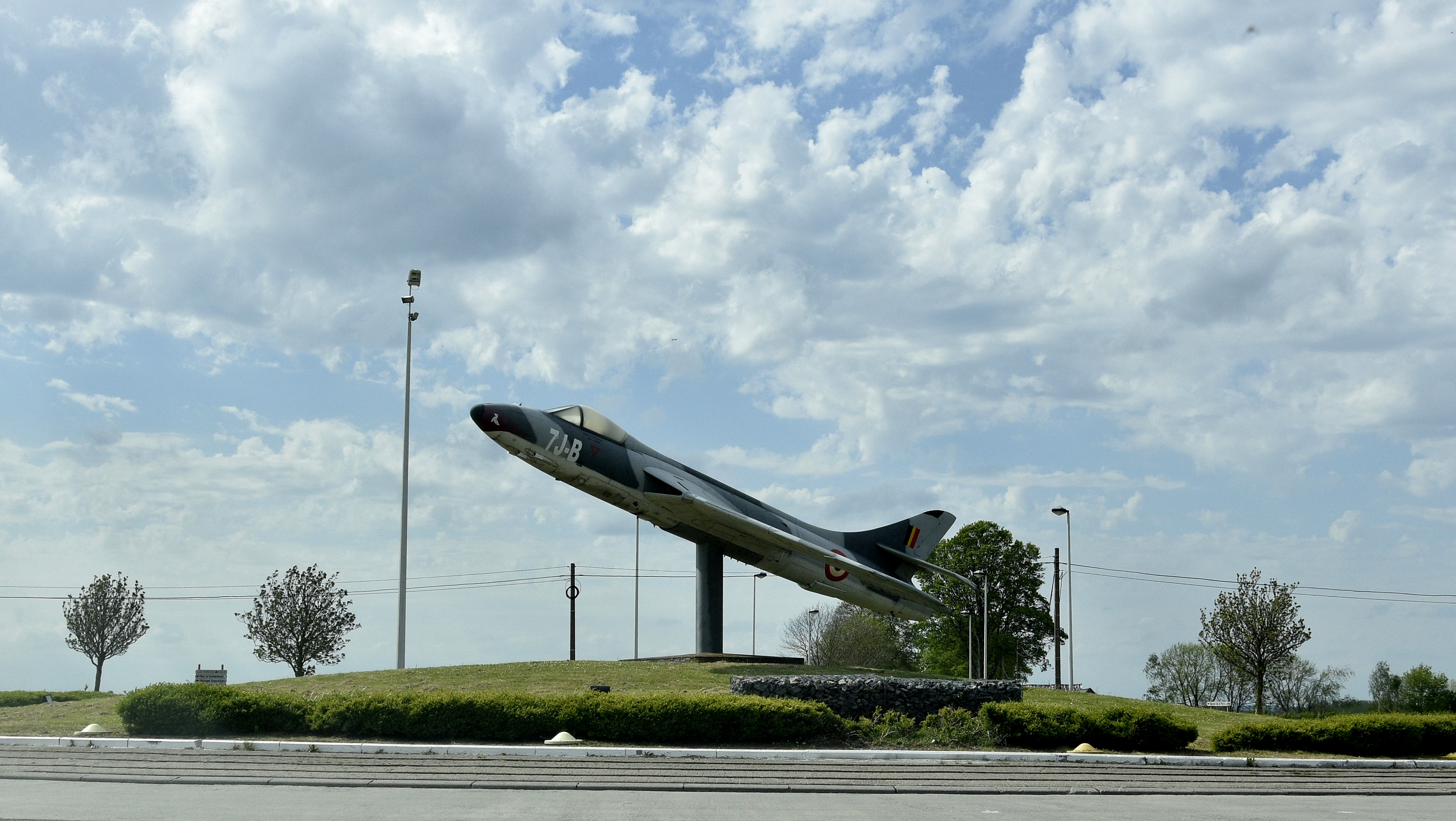
Een Hawker Hunter F6 op een rotonde in Chièvres